# Campionato francese di rugby a 15 1947-1948
Il Campionato francese di rugby a 15 di prima divisione 1947-1948  fu vinto dal FC Lourdes che sconfisse il RC Toulon in finale.
Il grande Jean Prat guida così il Lourdes al primo Scudo di Brennus di una serie di 7 in venti anni.

## Formula
Fu disputato da 40 squadre di cui 24 provenienti dal campionato Federale e 8 dal campionato di Eccellenza .
Le squadre furono divise in 8 gironi di 5 , con le prime due di ogni girone agli ottavi di finale.

## Contesto
Il Torneo delle Cinque Nazioni 1948 fu vinto dall'Irlanda, la Francia terminò seconda. La Coppa di Francia fu vinta dal Castres olympique che sconfisse il FC Lourdes in finale.

## Seconda fase di qualificazione
In grassetto le squadre qualificate agli ottavi .
| - RC Toulon - AS Montferrand - Montélimar - SC Tulle - USA Limoges                     | - FC Lourdes - Stadoceste tarbais - Gujan-Mestras - AS Béziers - Stade aurillacois | - Section paloise - Lyon OU - Cognac - SC Mazamet - SU Agen                      |
| - Castres olympique - Racing club de France - US Bergerac - SC Angoulême - AS Soustons | - Stade toulousain - RC Vichy - RC Narbonne - Montluçon rugby - Biarritz olympique | - US Montauban - US Romans - Paris université club - Bort-les-Orgues - CS Vienne |
| - US Dax - USA Perpignan - Stade montois - US Marmande - CA Bègles                     | - Aviron bayonnais - Stade bordelais UC - CA Périgueux - Tyrosse RCS - CA Brive    |                                                                                  |

## Ottavi di finale
(In grassetto le qualificate ai quarti)
- FC Lourdes  - SU Agen 6-3
- CA Bègles  - US Bergerac  8-5
- AS Montferrand - Tyrosse RCS 6-6
- Stade toulousain - Stade aurillacois  3-0
- RC Toulon - Biarritz olympique    13-7
- Aviron bayonnais - Stade montois   3-0
- CS Vienne - Section paloise 15-3
- US Romans  - Castres olympique   - 7-5

## Quarti di finale
- FC Lourdes  - CA Bègles 5-3
- AS Montferrand  - Stade toulousain  11-6
- RC Toulon - Aviron bayonnais 7-5
- CS Vienne - US Romans 10-3

## Semifinali
(In grassetto le qualificate alla finale)
- FC Lourdes - AS Montferrand 12-0
- RC Toulon - CS Vienne 11-6

## Finale
| Arbitro: | Paul Faur |

| |            | |
| mete: 1 collettiva di mischia, Bernadet e J.Prat trasf.: J.Prat | Marcatori  | c.p.: Bodrero |
| Daniel Saint-Pastous Fernand Carassus Louis Thil Jean Massare Eugène Buzy Jean Prat Bernard Hourcade Félix Lacrampe Robert Labarthette Henri Claverie Guy Faget Jean Estrade Antoine Labazuy Georges Bernadet Maurice Prat | Formazioni | Joseph Alessandri Henri Laugier Pierre Monier Firmin Bonnus Raymond Sancey Hubert Cutzach Marc Jaffrain Georges Pinardeau Guy Vassal Georges Frois Daniel Loiseau Léon Bordenave Dominique Salomone Pierre Jeanjean Marcel Bodrero |